# Юния Лепида
Юния Лепида (на латински: Junia Lepida; * 18; † 65) e римска аристократка от 1 век. Тя е праправнучка на император Август.

## Биография
Принадлежи към фамилията Юнии, клон Юний Силан. Дъщеря е на Гай Апий Юний Силан (консул 28 г.) и първата му съпруга Емилия Лепида, дъщеря на Луций Емилий Павел (консул 1 г.) и Виспания Юлия Младша, която е внучка на Август. Сестра е на Юния Калвина. Вероятно е сестра и на Марк Юний Силан (консул 46 г.), Децим Юний Силан Торкват (консул 53 г.), Луций Юний Силан (претор 48 г. и годеник на Октавия) и на Юния Силана, които са деца на Емилия Лепида и Марк Юний Силан Торкват (консул 19 г.).
Тя се омъжва за юриста и консула от 30 г. Гай Касий Лонгин (* 13 пр.н.е.; † 69 г.), син на Луций Касий Лонгин (суфектконсул 11 г.) и Елия, дъщеря на юриста Квинт Елий Туберон (консул 11 пр.н.е.) и брат на Луций Касий Лонгин (консул 30 г.).
Юния Лепида е леля на Луций Юний Силан Торкват (* 40 г.; † 65 г., убит по нареждане на Нерон), син на Марк Юний Силан (консул 46 г.), който расте при нея и съпруга ѝ след смъртта на баща му.
По времето на Нерон Юния Лепида е обвинена в черна магия, съпругът ѝ е изпратен в изгнание през 66 г. в Сардиния, реабилитиран е от Веспасиан и се връща в Рим, където умира през 69 г.

## Деца
Юния Лепида и Гай Лонгин имат децата:
- Касия Лонгина (* 35 г.), омъжена за генерал Гней Домиций Корбулон; те имат децата
  - Домиция Корбула, омъжена за сенатора Луций Аний Винициан
  - Домиция Лонгина, през 70 г. става съпруга на по-късния император Домициан
- Касий Лепид (* 55 г.), баща на
  - Касия Лепида (* 80 г.), омъжена за Гай Юлий Александър Беренициан; те имат децата
    - Юлия Касия Александрия (* 105 г.), омъжена за Гай Авидий Хелиодор (* 100 г.)
    - Авидий Касий (* 130 г.), узурпатор през 175 г.